# Công nghệ thi công Top-down

Cốt thép hình, cọc nhồi và thép chờ cột tầng hầm

Công nghệ thi công Top-down (từ trên xuống), tiếng Anh là Top-down construction method, là công nghệ thi công phần ngầm của công trình nhà, theo phương pháp từ trên xuống, khác với phương pháp truyền thống: thi công từ dưới lên. Trong công nghệ thi công Top-down người ta có thể đồng thời vừa thi công các tầng ngầm (bên dưới cốt ± 0,00 (cốt ± 0,00 tức là cao độ mặt nền hoàn thiện của tầng trệt công trình nhà, đọc là cốt không)) và móng của công trình, vừa thi công một số hữu hạn các tầng nhà, thuộc phần thân, bên trên cốt không (trên mặt đất).

## Phương pháp công nghệ chính
Trong công nghệ Top-down, các tầng hầm được thi công bằng cách thi công phần tường vây bằng hệ cọc barrette xung quanh nhà (sau này phần trên đỉnh của tường vây dùng làm tường bao của toàn bộ các tầng hầm) và hệ cọc khoan nhồi (nằm dưới chân các móng cột) bên trong mặt bằng nhà. Tường vây thi công theo công nghệ cọc nhồi bê tông tới cốt mặt đất tự nhiên hoặc cốt tầng trệt (cốt không).
Trong trường hợp hệ tường vây được thi công tới mặt đất tự nhiên thấp hơn cốt nền tầng trệt thì, thay vì thi công Top-down ngay từ tầng trệt, có thể bắt đầu thi công top-down từ mặt nền tầng hầm thứ nhất (sàn tầng hầm đầu tiên), bên dưới mặt đất. Khi đó, tầng hầm thứ nhất được thi công bằng phương pháp từ dưới lên (bottom-up) truyền thống, phần tường vây trên đỉnh có nhiệm vụ như hệ tường cừ giữ thành hố đào. Trường hợp này cũng có thể gọi là bán Top-down hay "Sơ mi" top-down (semi-top-down).
Riêng các cọc khoan nhồi bê tông nằm dưới móng cột ở phía trong mặt bằng nhà thì không thi công tới mặt đất mà chỉ tới ngang cốt móng (không tính phần bê tông đầu cọc nhồi, phải tẩy bỏ đi sau này) (Xem thêm bài Công nghệ thi công cọc nhồi bê tông). Phần trên chịu lực tốt, ngay bên dưới móng của các cọc nhồi này được đặt sẵn các cốt thép bằng thép hình, chờ dài lên trên tới cốt không (cốt nền ngay tại mặt đất). Các cốt thép hình này, là trụ đỡ các tầng nhà hình thành trong khi thi công Top-down, nên nó phải được tính toán để chịu được tất cả các tầng nhà, mà được hoàn thành trước khi thi công xong phần ngầm (gồm tất cả các tầng hầm cộng thêm một số hữu hạn các tầng thuộc phân thân đã định trước). Tiếp theo đào rãnh trên mặt đất (làm khuôn dầm), dùng ngay mặt đất để làm khuôn hoặc một phần của khuôn đúc dầm và sàn bê tông cốt thép tại cốt không. Khi đổ bê tông sàn cốt không phải chừa lại phần sàn khu thang bộ lên xuống tầng ngầm, để (cùng kết hợp với ô thang máy) lấy lối đào đất và đưa đất lên khi thi công tầng hầm. Sàn này phải được liên kết chắc với các cốt thép hình làm trụ đỡ chờ sẵn nêu trên, và liên kết chắc với hệ tường vây (tường vây là gối đỡ chịu lực vĩnh viễn của sàn bê tông này). Sau khi bê tông dầm, sàn tại cốt không đã đạt cường độ tháo dỡ khuôn đúc, người ta tiến hành cho máy đào chui qua các lỗ thang chờ sẵn nêu ở trên, xuống đào đất tầng hầm ngay bên dưới sàn cốt không. sau đó lại tiến hành đổ bê tông sàn tầng hầm này, ngay trên mặt đất vừa đào, tương tự thi công như sàn tại cốt không, rồi tiến hành lắp ghép cốt thép cột tầng hầm, lắp khuôn cột tầng hầm và đổ bê tông chúng.
Cứ làm như cách thi công tầng hầm đầu tiên này, với các tầng hầm bên dưới. Riêng tầng hầm cuối cùng thay vì đổ bê tông sàn thì tiến hành thi công kết cấu móng và đài móng.
Đồng thời với việc thi công mỗi tầng hầm thì trên mặt đất người ta vẫn có thể thi công một hay vài tầng nhà thuộc phần thân như bình thường. Sau khi thi công xong hết các kết cấu của tầng hầm người ta mới thi công hệ thống thang bộ và thang máy lên xuống tầng hầm.

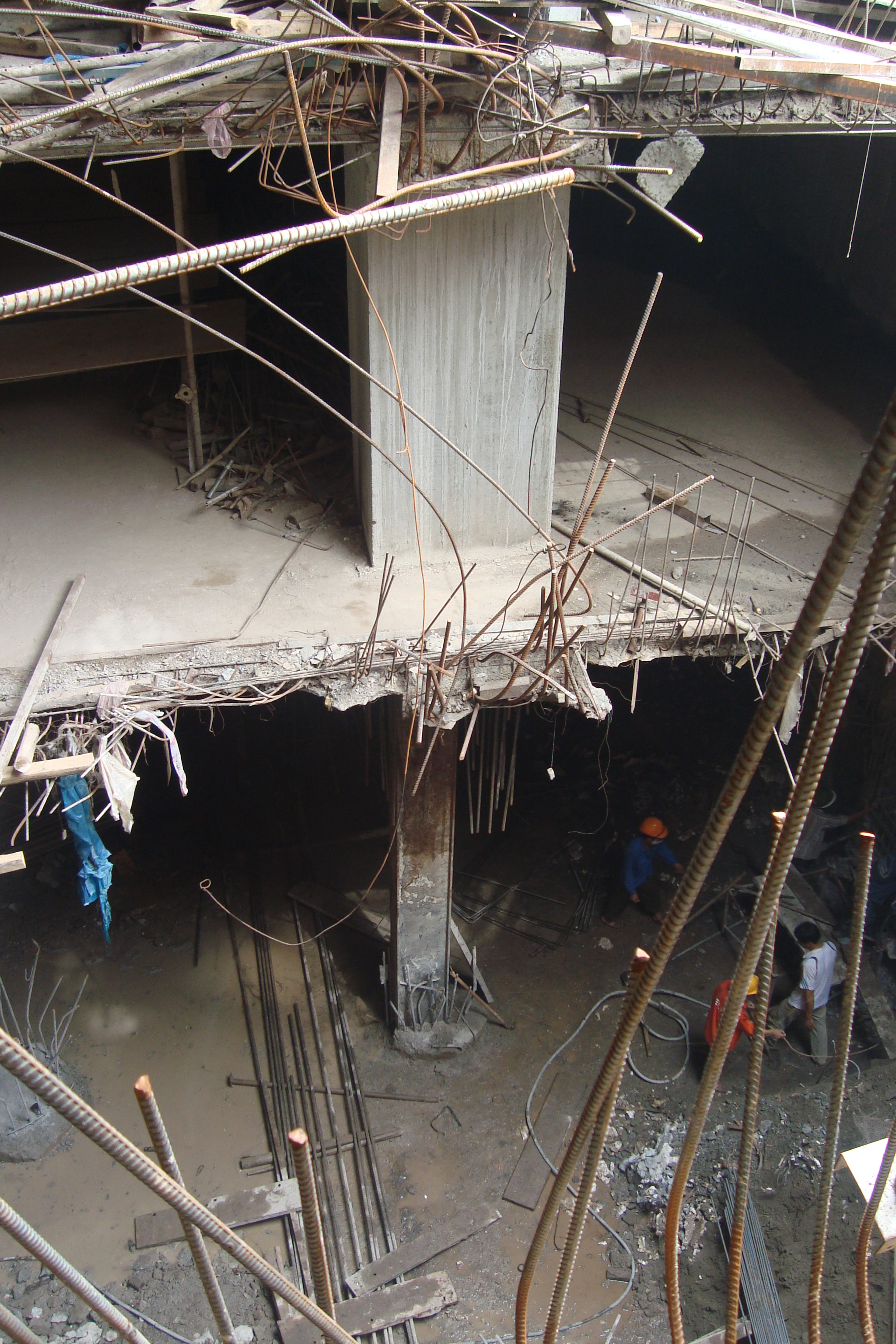
Thi công Topdown phần ngầm tòa nhà Vincom 2 tại phố Đoàn Trần Nghiệp quận Hai Bà Trưng Hà Nội.
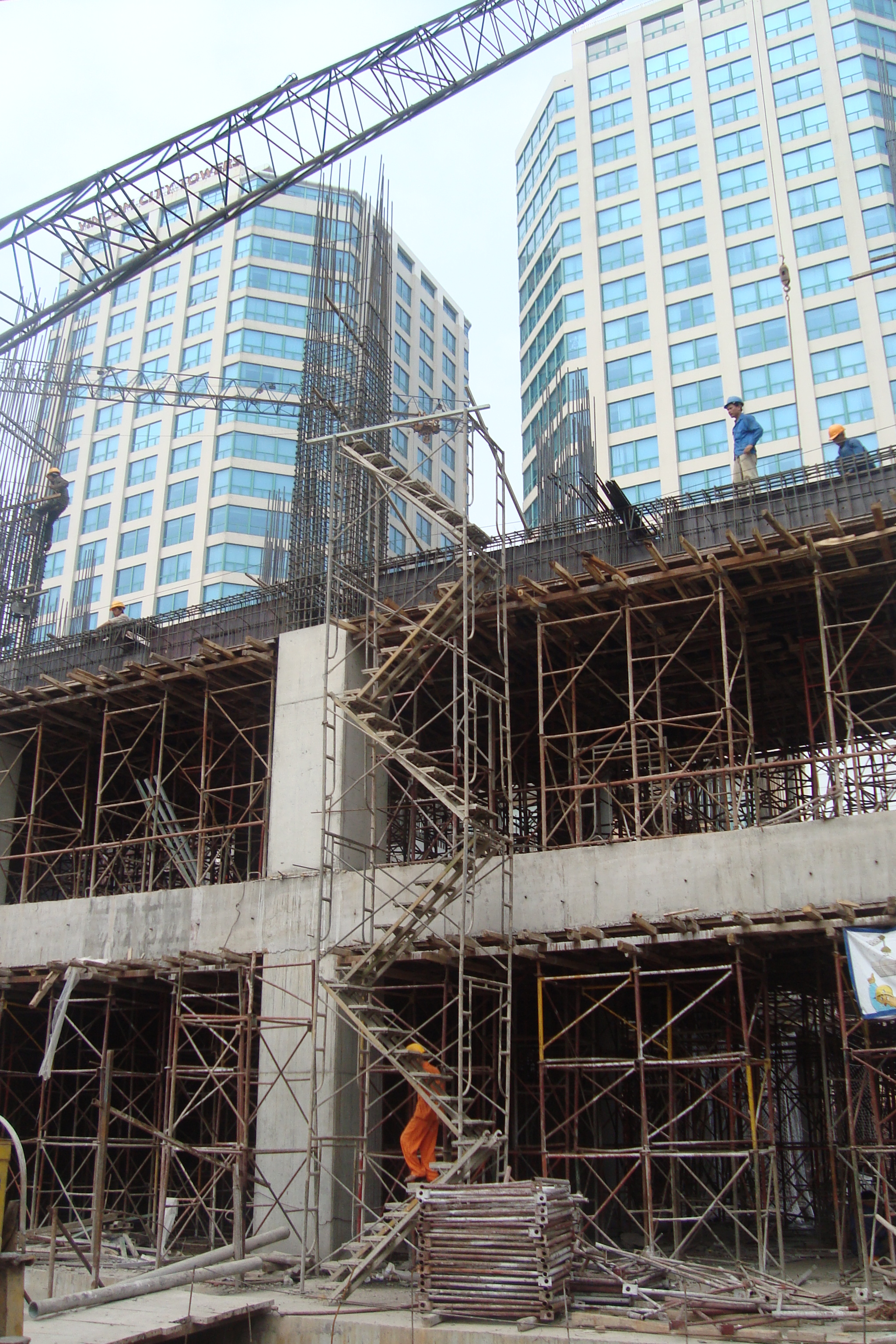
Đồng thời với phần ngầm, hai tầng dưới thuộc phần thân của tòa nhà này cũng đang được thi công.